# Эльст (Гелдерланд)

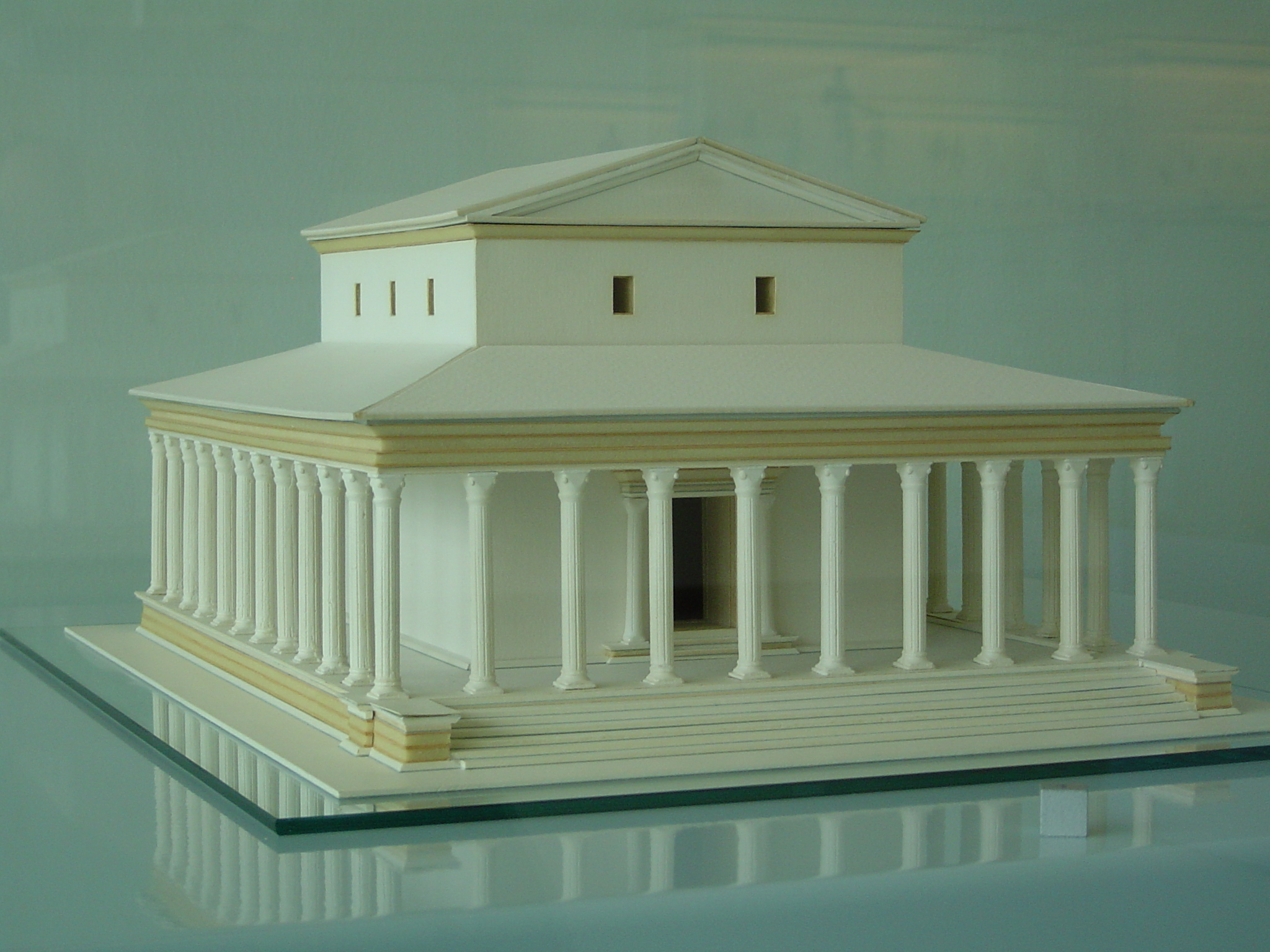
Модель римского храма

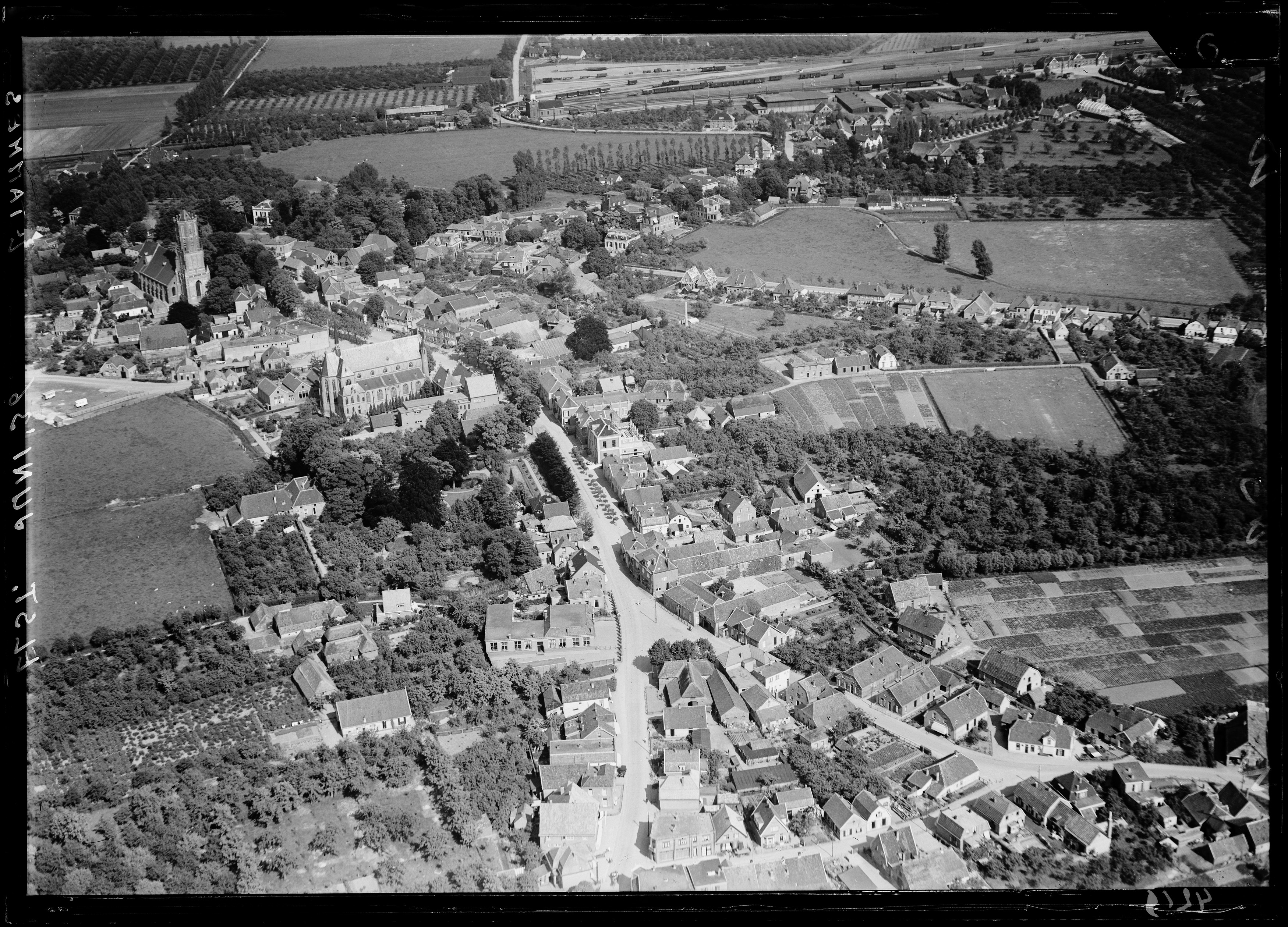
Аэрофотоснимок Эльста (1920—1940), Нидерландский институт военной истории.

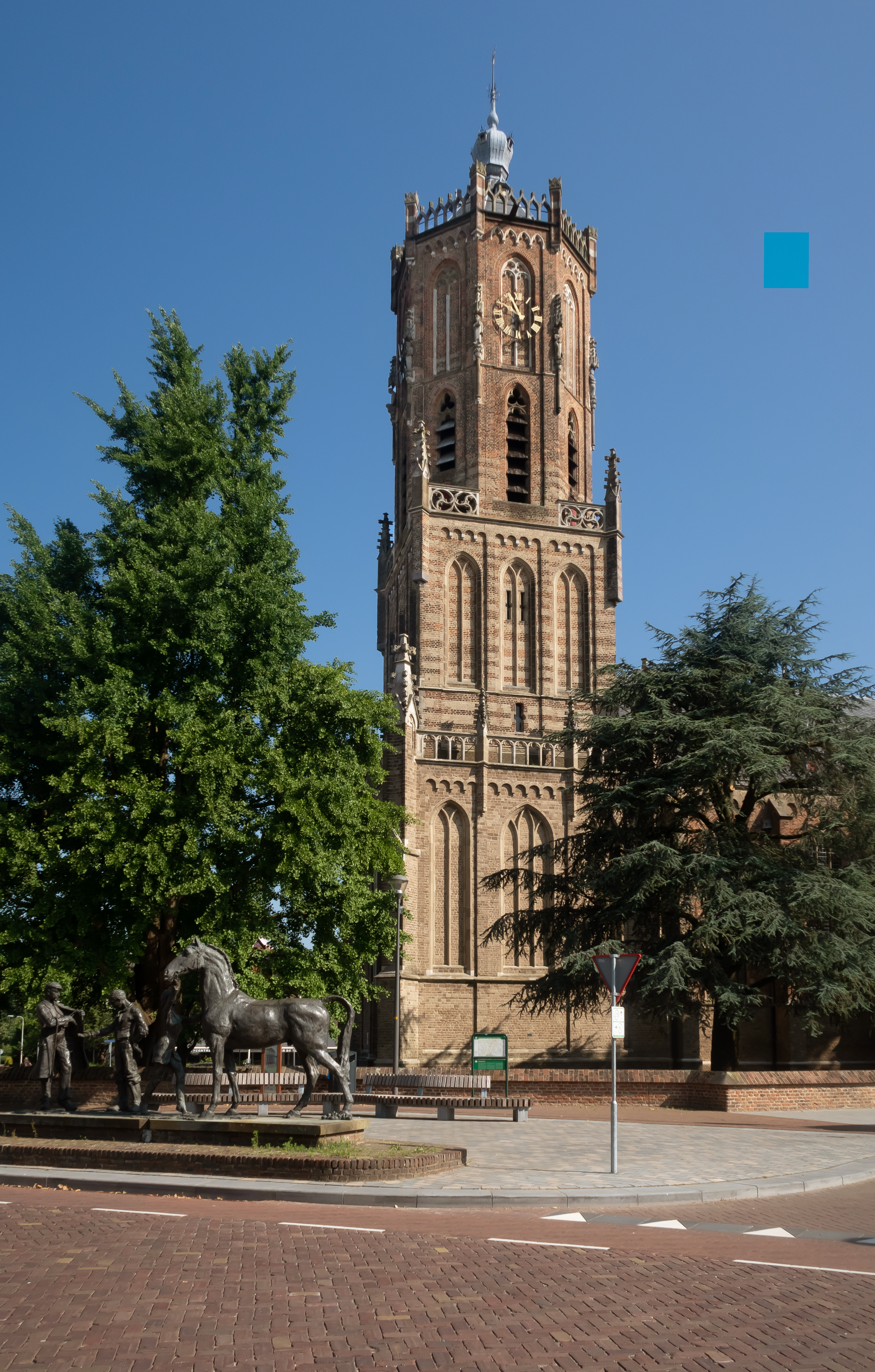
Великая церковь или церковь Святого Мартина

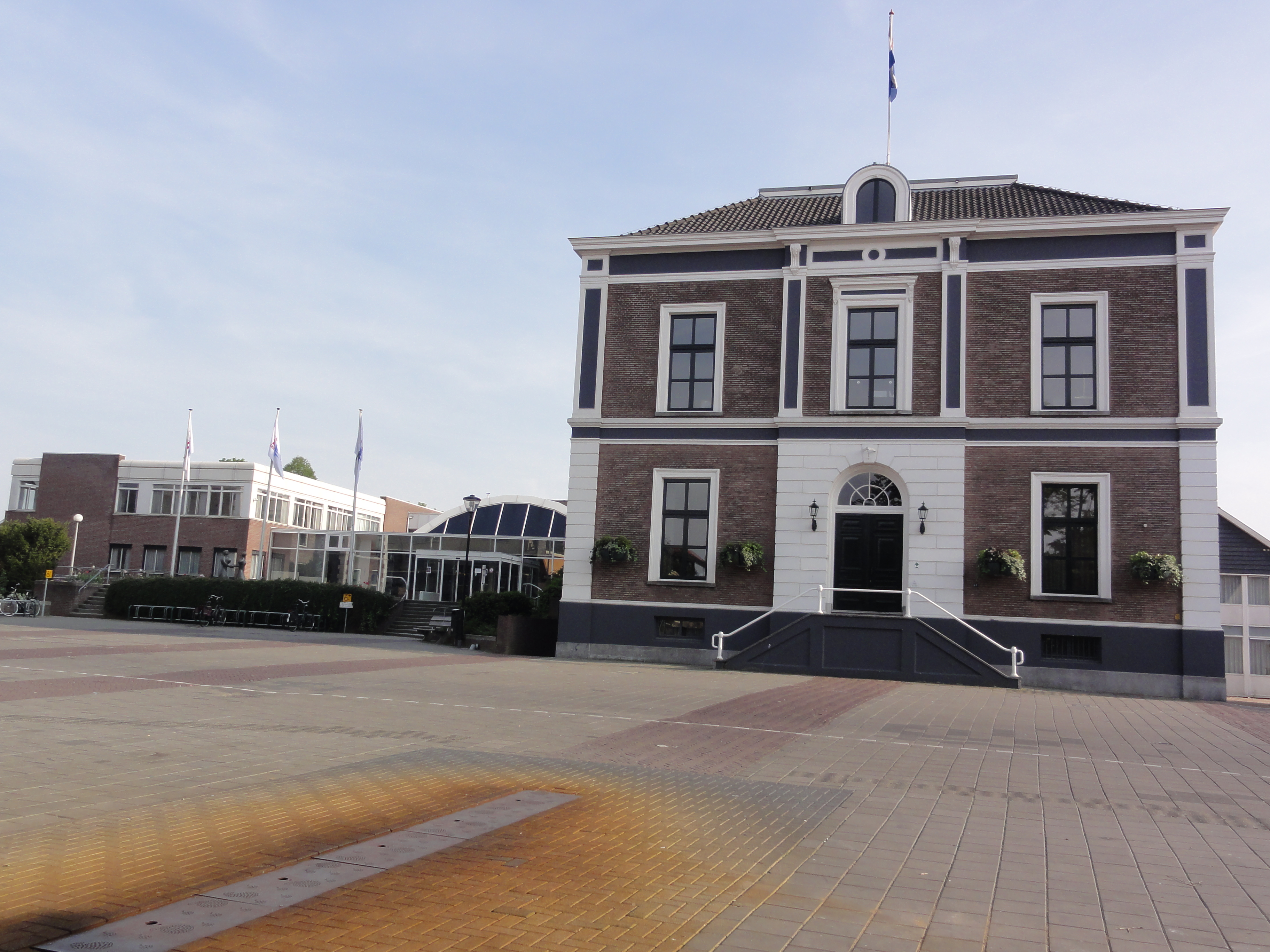
Эльст. Ратуша

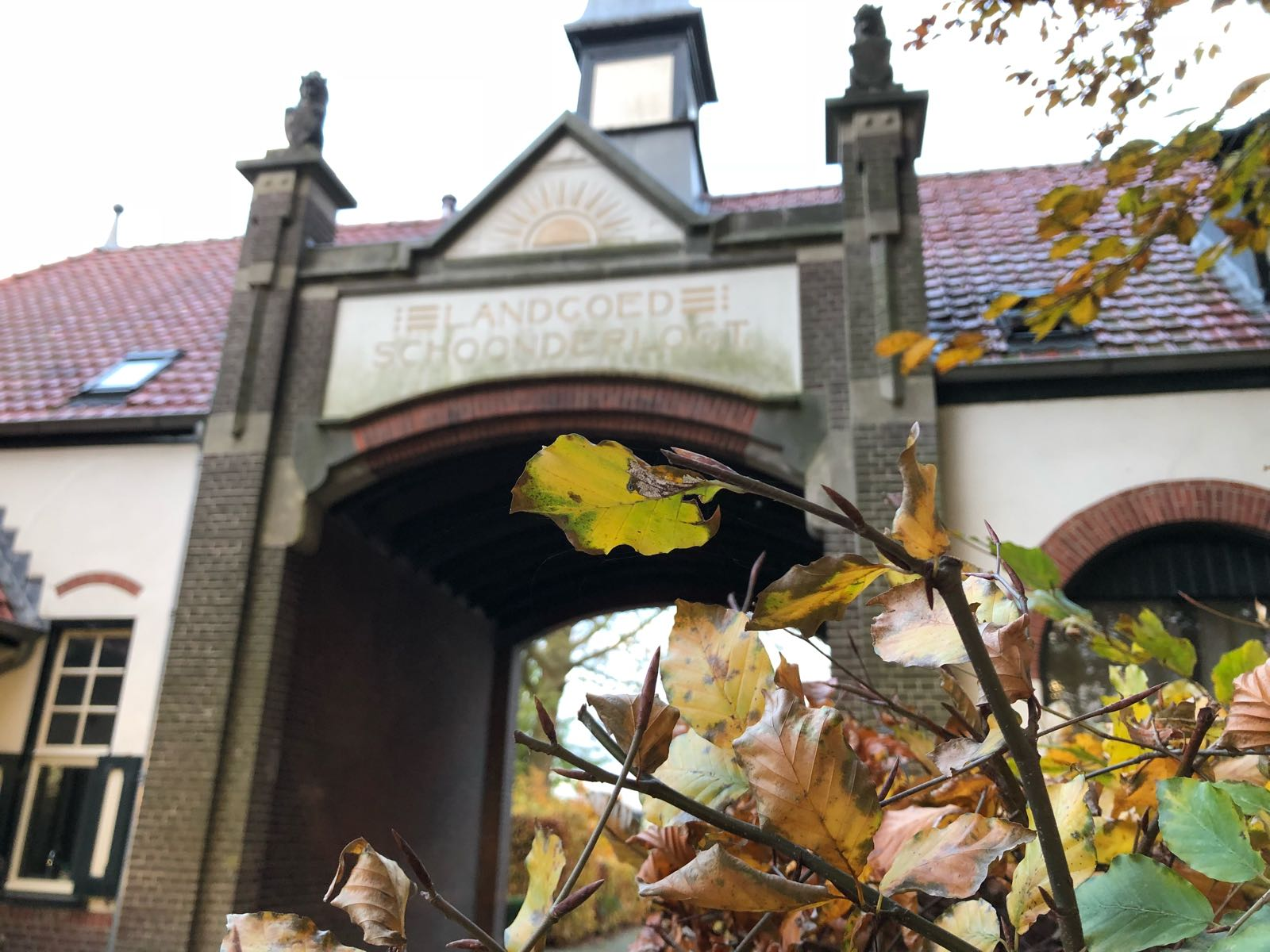
Поместье Шондерлогт

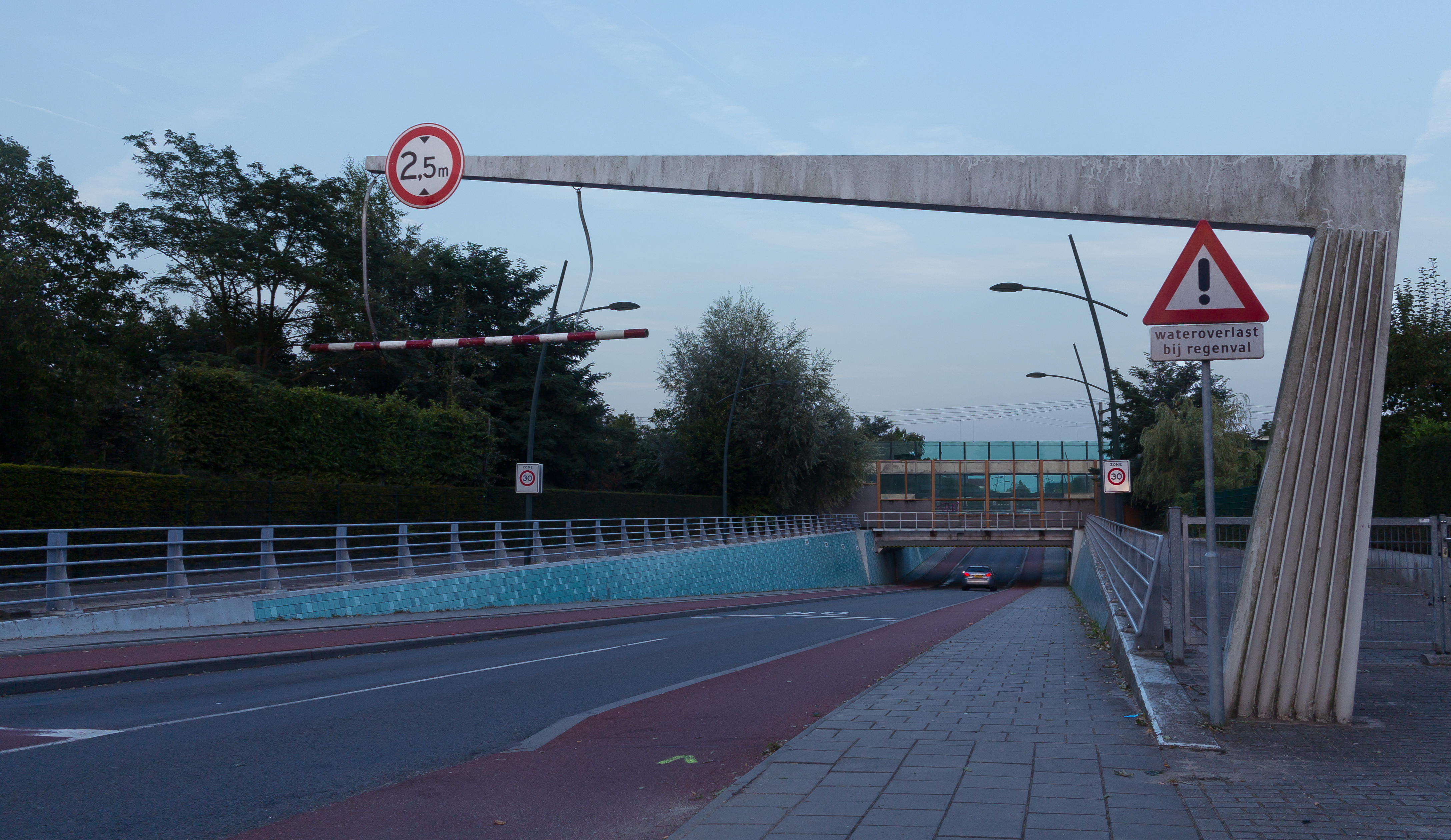
Автомобильный тоннель под железной дорогой

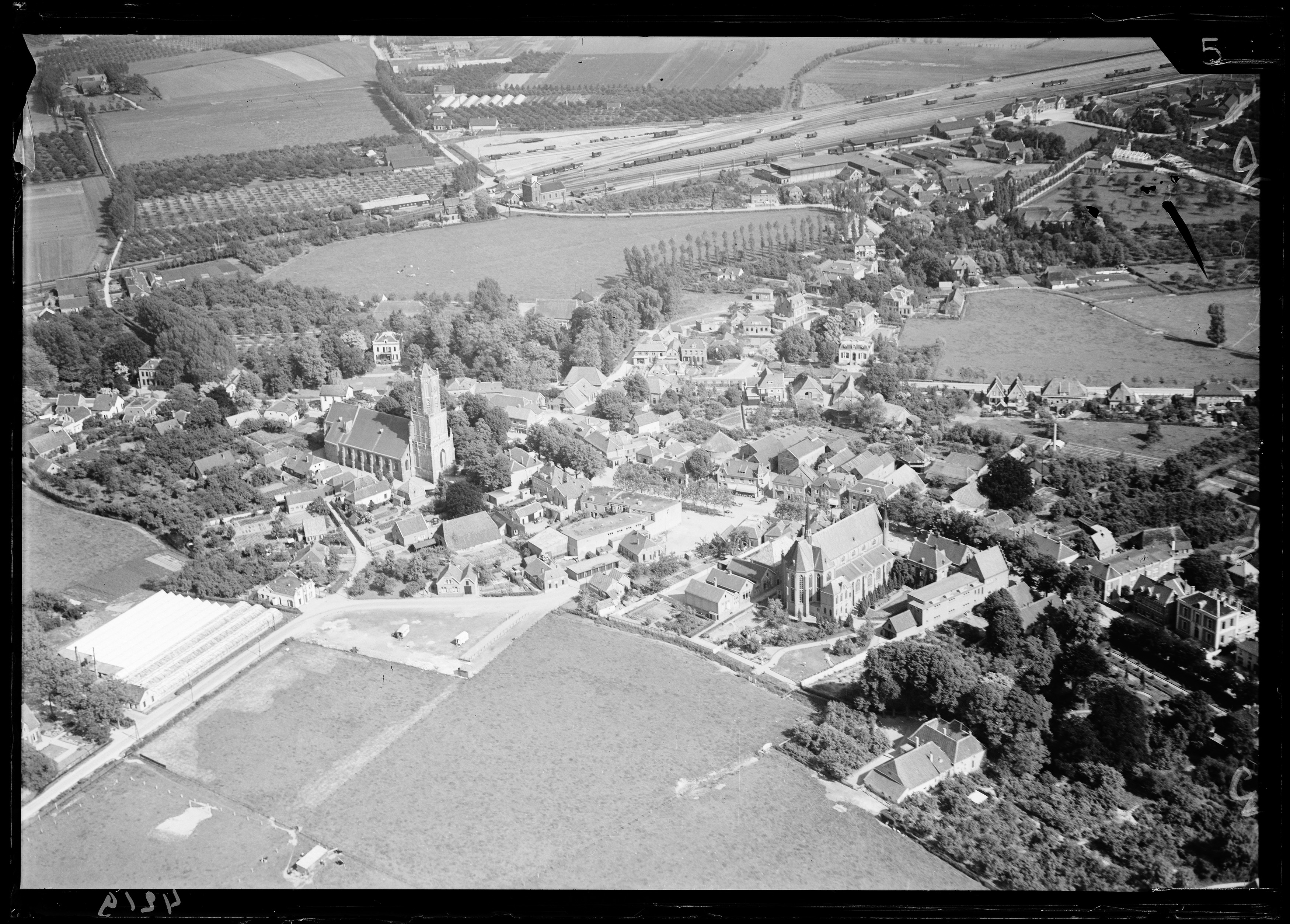
Аэрофотоснимок Эльста (1920—1940), Нидерландский институт военной истории.

Эльст — крупнейшее село в муниципалитете Овербетюве в провинции Гелдерланд, находится между городами Арнем и Неймеген. На 1 января 2021 в Эльсте проживало 22.620 человек. С 1812 по 2001 год Эльст был независимым муниципалитетом; в 2001 г. году он объединился с Вальбургом и Хетереном в новый муниципалитет Овербетюве.

## Этимология
Самый старый документ, в котором упоминается имя Эльст, датируется 726 годом. В нём место называется Heliste. Принято считать, что это имя происходит от германского * alhistja, что означает «языческое святилище», или является производным от * alha, которое можно описать как «жилище». Имя Хелисте было искажено, превратившись в Элисту и, в конечном итоге, Эльст.

## История
Было найдено несколько построек римских времен . Фундаменты двух римских храмов или главного святилища батавов были обнаружены под Церковью Святого Мартина (Большой Церковью), когда она была разрушена в 1944 г. во время битвы за Арнем. Эти храмы являются одними из крупнейших, найденных к северу от Альп. До установки первого каменного храма это место уже использовалось как культовое. Помимо этих двух храмов, третий римский храм был обнаружен в 2004 году во время строительства нового района Вестераам. Под нынешним зданием ABN AMRO также была обнаружена римская баня. Также в 2010 году во время раскопок была обнаружена четверть доисторического каноэ, датируемого 400—200 годом до нашей эры.
Старые римские храмы и нынешняя Церковь Святого Мартина расположены на холме, на стыке двух старых рукавов Рейна. В 976 году в Эльсте было отмечено 1250-летие.
Муниципалитет Эльст, возникший 1 января 1812 года, был изменён по своему составу 1 января 1818 года. Часть территории была передана вновь образованному муниципалитету Вальбург. С другой стороны, соседние муниципалитеты Элден и Лент были упразднены и добавлены к Эльсту. В 1966 году Элден перешел в муниципалитет Арнема для строительства нового района Арнем-Южный вокруг этой деревни. Также Лент был присоединен к Неймегену в 1998 году, когда город был расширен на другой берег реги в результате жилищного строительства. 1 января 2001 года оставшаяся часть муниципалитета Эльст объединилась с муниципалитетами Вальбург и Хетерен, чтобы сформировать муниципалитет Овербетюве .

## Веренфрид
Эльст — это святилище покровителя города святого Веренфрида из Эльста, более известного как Веренфрид. В селе есть несколько построек, сквер и религиозный союз его имени. Протестантская церковь Святого Мартина раньше называлась церковью Святого Веренфрида. Существует также католическая церковь св. Веренфрида 1951 года, спроектированная архитектором Г. М. Леувенбергом. До 2010 года эта церковь принадлежала приходу Святого Веренфрида. После слияния восьми приходов в Овер-Бетюве они были объединены в приход Св. Бенедикта. Католики Эльста теперь называются Общиной веры Святого Веренфрида в этом новом приходе. Римско-католическая начальная школа Sunte Werfert (искажение Святого Веренфрида) и Werenfriedplein на Dorpsstraat также названы в честь Святого Веренфрида. В честь этого святого названа и местная скаутская группа Sint Werenfridusgroep Scouting Elst .
На протяжении веков тело святого Веренфрида было погребено под церковью Св. Мартина. Позднее оно было украдено. Саркофаг можно увидеть в небольшом музее внутри церкви, но, вероятно, он не принадлежал Веренфриду. В музее также находятся остатки двух римских храмов, а также склеп, построенный в X веке епископом Балдериком для мощей Веренфрида. Девиз этого церковного музея — «2000 лет религии».

## Достопримечательности
В Эльсте существует парк Burgemeester Galamapark, названный в честь мэра муниципалитета Эльст. Есть также музей внутри церкви Св. Мартина, где находятся остатки римского храма.
Каждый первый понедельник сентября работает конный рынок, один из крупнейших конных рынков в Нидерландах.
В поместье Скоодерлогт находился штаб 101-й воздушно-десантной дивизии США, которой командовал майор Ричард Уинтерс во время операции «Пегас». Поместье также играет главную роль в десятисерийном телесериале Стивена Спилберга и Тома Хэнкса « Братья».

## Трафик и транспорт
Эльст расположен между Арнемом и Неймегеном, и до него можно добраться на поезде через станцию Эльст с прямым поездом и автобусом до вышеупомянутых городов. Кроме того, в Эльст можно добраться по автомагистралям A15 и A325 . Поскольку деревня расположена между Арнемом и Неймегеном, она очень популярна как место жительства для пассажиров пригородных поездов. Это одна из причин быстрого роста Эльста. Строительство ведется в районе Вестераам с 2004 года. К югу от деревни был построен новый жилой район, названный Винкенхоф. Вокруг центра также построена новая кольцевая дорога, которая частично состоит из ранее построенных дорог в селе.
13 октября 1954 года в Эльсте произошло серьёзное железнодорожное происшествие, в результате которого 6 человек погибли и 11 получили ранения.

## Промышленность
С 1958 года рядом с вокзалом находится голландский филиал американского производителя продуктов питания Heinz. Это крупнейший в Европе завод по производству кетчупа. В прошлом здесь также было большое отделение производителя продуктов питания Nestlé, где с 1966 по 2007 год производились шоколадные батончики Nuts and Bros.
К востоку от Эльста, в окружении промышленной зоны, находится Aamsche Plas. Это озеро было создано в 1950-х годах в результате раскопок для строительства плотины.

## Спорт
В Эльсте много спортивных клубов. Некоторые из них сосредоточены в спортивном парке «Де Пас» и спортивном центре «Де Хельстер».

## Уроженцы
- Жиллис Андре де ла Порт (1800—1869), страховщик и политик
- Ян Зварткрёйс (1926—2013), футболист и футбольный тренер
- Дик Хербертс (1931—2016), футболист и спортсмен
- Пьер Картнер (1935), певец, композитор и музыкальный продюсер (сценический псевдоним Вейдер Абрахам)
- Пол Кайперс (1939—1971), ученый-агроном
- Хенк Леувис (1945), инструктор по вождению и певец (сценический псевдоним Хенки)
- Джеффри Лейвакабесси (1981), футболист
- Онне Витьес (1983), диджей и музыкальный продюсер (сценический псевдоним A-lusion)
- Ханс Вейс младший (1986), раллийный гонщик
- Дирк Пропер (2002), футболист